# Een tafel vol vlinders
Een tafel vol vlinders is het boekenweekgeschenk van 2009 geschreven door Tim Krabbé. Het thema van de Boekenweek,  die in 2009 het motto voerde: “Tjielp Tjielp - De literaire zoo”. Als het motto wordt opgevat als 'boeken die over dieren gaan' dan is het motto voor dit boek alleen van toepassing op de vlinders uit de titel, die ook in het boek zelf voorkomen. Het boek draait om de relatie tussen een vader en zijn stiefzoon. Het is verschenen in een oplage van 968.000, een record.

## Samenvatting
Het eerste hoofdstuk wordt verteld vanuit het perspectief van de vader, Fred Berkow.
Het tweede (en laatste) hoofdstuk wordt in dagboekvorm verteld vanuit het perspectief van de stiefzoon, Bram Bontje.
Het verhaal begint in Siberië aan het Baikalmeer waar reisjournalist Fred op reis is naar een vulkaan voor een verhaal in een reistijdschrift. Als hij telefonisch wel contact krijgt met zijn vriendin Carla, en niet met zijn stiefzoon Bram, weet hij dat Bram dood is.
Fred heeft Bram leren kennen toen hij als 22-jarige student een relatie kreeg met de zes jaar oudere Nicolien, de moeder van de toen driejarige Bram. Zij was weduwe geworden toen de vader van Bram, Menno Bontje, een week na diens geboorte van een dak afsprong. Gaandeweg kon Fred steeds meer in de ban van Bram en hij raakt steeds verder vervreemd van Nicolien. Als de weduwe kiest voor zekerheid en trouwt met een bemiddeld tandarts moet Fred kiezen of hij een rol in het leven van Bram behoudt via co-ouderschap. Fred kiest voor co-ouderschap en zorgt de helft van de week voor Bram. De andere helft van de week is Bram bij Nicolien en haar echtgenoot. Fred ervaart een sterke band met Bram, en als Bram 10 jaar oud is schrijven Fred en Bram twee jaar lang samen reisverhalen.
Fred en Bram doen hun hele leven spelletjes met het toeval, inclusief bizarre weddenschapjes. Deze levenshouding culmineert als Bram op zijn negentiende in Amsterdam een leuk meisje bij een tramhalte ziet, Emma. Beiden stappen ze bewust in de verkeerde tram en ze worden een onafscheidelijk stel. Bram is ervan overtuigd dat het allemaal is gekomen door een scherfje dat zijn fietsband heeft lek gemaakt. Na een impulsief bezoek aan de ouders van zijn biologische vader (Menno Bontje) beseft hij dat zijn leven een tafel vol vlinders is: iedere seconde vliegt er één weg, en als de tafel leeg is, is hij dood. Bram besluit tot suïcide met de auto die hij van Fred heeft geleend en op de plek waar hij voor het eerst autorijles heeft gekregen van Fred.